# Derek Bell
 Derek Bell  va ser un pilot de curses automobilístiques britànic que va arribar a disputar curses de Fórmula 1.

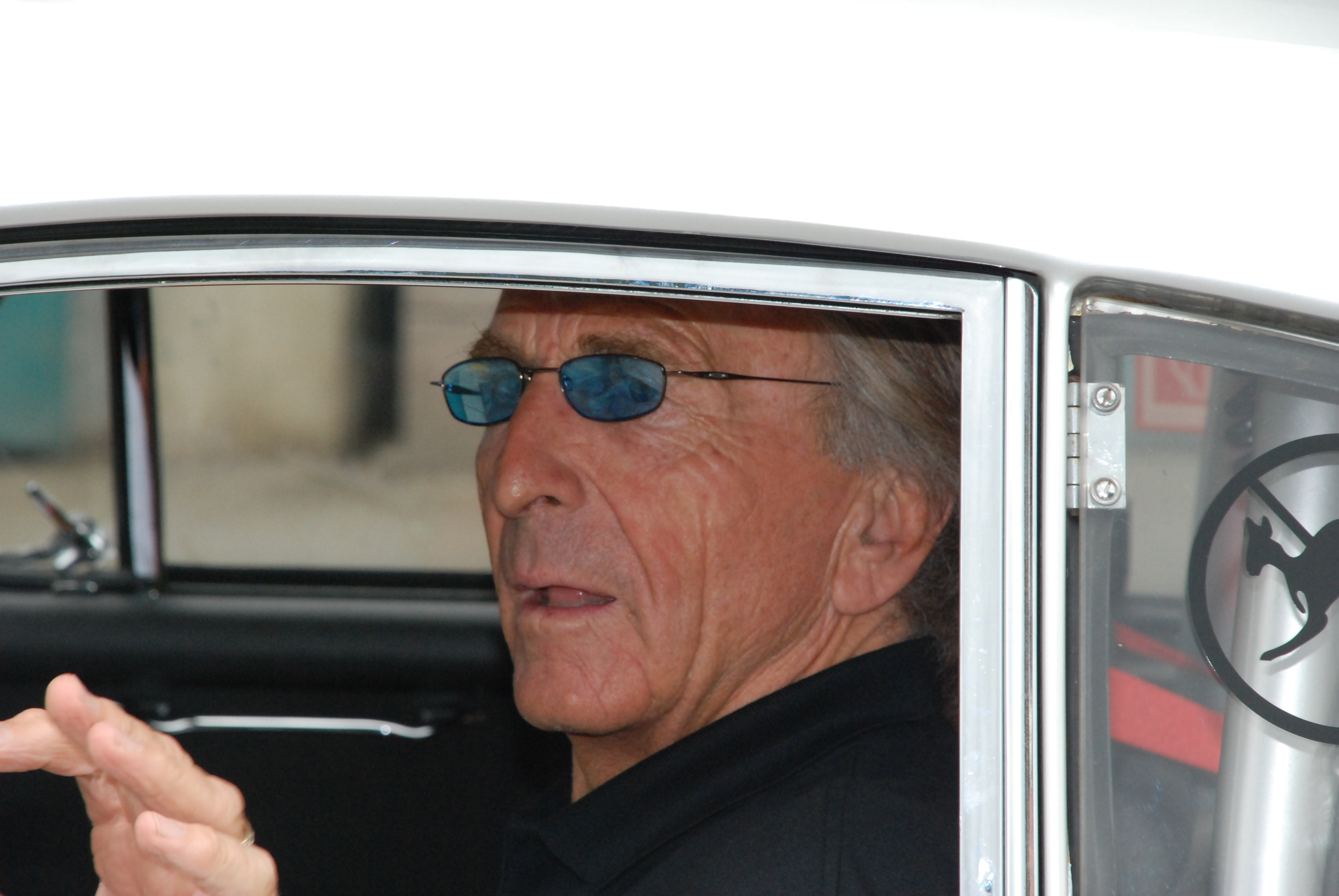
Derek Bell 2008

Va néixer el 31 d'octubre del 1941 a Pinner, Middlesex, Anglaterra.
Fora de la F1 va guanyar en cinc ocasions les 24 hores de Le Mans.

## A la F1
Derek Bell va debutar a la novena cursa de la temporada 1968 (la dinovena temporada de la història) del campionat del món de la Fórmula 1, disputant el 8 de setembre del 1968 el GP d'Itàlia al circuit de Monza.
Va participar en un total de setze curses puntuables pel campionat de la F1, disputades en sis temporades no consecutives (1968-1972 i 1974) aconseguint una sisena posició com a millor classificació en una cursa i assolí un punt pel campionat del món de pilots.

## Resultats a la Fórmula 1
| Any  | Equip                       | Xassís  | Motor    | 1   | 2   | 3   | 4       | 5   | 6       | 7   | 8       | 9       | 10      | 11      | 12      | 13      | 14      | 15  | Posició | Punts |
| ---- | --------------------------- | ------- | -------- | --- | --- | --- | ------- | --- | ------- | --- | ------- | ------- | ------- | ------- | ------- | ------- | ------- | --- | ------- | ----- |
| 1968 | Scuderia Ferrari            | Ferrari | Ferrari  | SUD | ESP | MON | HOL     | BEL | FRA     | GBR | ALE     | ITA Ret | CAN     | USA Ret | MEX     |         |         |     | -       | 0     |
| 1969 | Bruce McLaren Motor Racing  | McLaren | Cosworth | SUD | ESP | MON | HOL     | FRA | GBR Ret | ALE | ITA     | CAN     | USA     | MEX     |         |         |         |     | -       | 0     |
| 1970 | Tom Wheatcroft Racing       | Brabham | Cosworth | SUD | ESP | MON | BEL Ret | HOL | FRA     | GBR | ALE     | AUT     | ITA     | CAN     |         |         |         |     | 22è     | 1     |
| 1970 | Team Surtees                | Surtees | Cosworth |     |     |     |         |     |         |     |         |         |         |         | USA 6   | MEX     |         |     | 22è     | 1     |
| 1971 | Team Surtees                | Surtees | Cosworth | SUD | ESP | MON | HOL     | FRA | GBR Ret | ALE | AUT     | ITA     | CAN     | USA     |         |         |         |     | -       | 0     |
| 1972 | Martini Racing Team         | Tecno   | Tecno    | ARG | SUD | ESP | MON     | BEL | FRA NVQ | GBR | ALE Ret | AUT     | ITA NVQ | CAN NVS | USA Ret |         |         |     | -       | 0     |
| 1974 | Bang & Olufsen Team Surtees | Surtees | Cosworth | ARG | BRA | SUD | ESP     | MON | BEL     | SUE | HOL     | FRA     | GBR DVQ | ALE 11  |         |         |         |     | -       | 0     |
| 1974 | Team Surtees                | Surtees | Cosworth |     |     |     |         |     |         |     |         |         |         |         | AUT NVQ | ITA NVQ | CAN NVQ | USA | -       | 0     |

### Resum
| Curses: | Victòries: | Pòdiums: | Poles: | Voltes ràpides: | Punts: |
| ------- | ---------- | -------- | ------ | --------------- | ------ |
| 16      | 0          | 0        | 0      | 0               | 1      |